# Eric Rosén
Eric Rosén, född 1980, är en svensk journalist, författare och opinionsbildare.

## Biografi
Rosén är uppvuxen i Eskilstuna och Nyköping.
Han är biträdande kulturchef på Aftonbladet sedan 2021. Innan dess arbetade han som biträdande redaktör för Aftonbladet. Han var mellan 2013 och 2018 chefredaktör och ansvarig utgivare för den opinionsbildande webbplatsen Politism.se. Han har även arbetat som redaktör på Dagens Arena och nyhetschef på Nyheter 24.
År 2019 debuterade han som författare med den självbiografiska boken Jag ångrar av hela mitt hjärta det där jag kanske gjort på Natur och Kultur förlag. Boken porträtterar hans far som var missbrukare och som dömdes för mord. 2022 utkom hans första skönlitterära roman Ett bättre djur på Weyler förlag.